# نكسس 7
جوجل نكسس 7 الذي تولت مهمة تصنيعه أسوس هو جهاز لوحي من شأنه أن ينافس أكثر من جهاز لوحي آخر في آن واحد، حيث يتميز بقوة المعالج، جودة شاشته، حجمه الصغير، والأهم من كل ذلك، سعره الذي يميزه على الكثير من منافسيه.
يأتي جهاز Google Nexus 7 اللوحي مجهزا بمعالج Nvidia Tegra 3 quad-core بتردد 1.3 GHz إضافة إلى معالج رسومي GeForce 12-core وذاكرة 1Gb، وبمساحته تخزينية فتتراوح ما بين 8 و 16 Gb. أما الشاشة فهي شاشة 7 بوصات بدقة 1280*720 بكسل.
الأهم من كل هذا هو سعره الذي حددته جوجل بـ 199 دولارا فقط، مما يعني بأن الجهاز لا ينافس آي باد و Galaxy Tab فقط، بل ينافس أيضا جهاز Amazon Kindle Fire والذي يُباع بهذا السعر، لكن الأفضلية هنا ترجع لجهاز Nexus 7 نظرا لمزايا العتاد التي يتمتع بها مقارنة بنظيره لدى Amazon